# وينديل لوغان
وينديل لوغان (بالإنجليزية: Wendell Logan)‏ هو ملحن أمريكي، ولد في 24 نوفمبر 1940 في طومسون في الولايات المتحدة، وتوفي في 15 يونيو 2010 في كليفلاند في الولايات المتحدة.

## وصلات خارجية
- وينديل لوغان على موقع ميوزك برينز (الإنجليزية)
- وينديل لوغان على موقع ديسكوغز (الإنجليزية)